# Ротхаккер, Эрих
Э́рих Ротха́ккер (нем. Erich Rothacker, 12 марта 1888, Пфорцхайм — 10 августа 1965, Бонн) — немецкий философ и психолог, один из основателей философской антропологии. По политическим убеждениям был нацистом.

## Биография
С 1924 года — профессор Гейдельбергского, с 1928 года — Боннского университета.
Вступил в НСДАП до прихода к власти Адольфа Гитлера, был убеждённым нацистом, писал об особенностях «арийского мировоззрения».
В начале 1950-х годов учениками Ротхаккера были Юрген Хабермас и Карл-Отто Апель.

## Основные идеи
Под влиянием Вильгельма Дильтея разработал концепцию «культурной антропологии». Различные культуры, по мнению Ротхаккера, являются уникальными общностями, обладающими своим «окружающим миром» (нем. Umwelt). Человек — носитель и создатель конкретного типа культуры, как исторически-конкретной тотальности. Каждой социальной общности — расе, нации, группе — присущ свой тип культуры.

## Сочинения
- Logik und Systematik der Geisteswissenschaft Munch, 1927
- Geschichtsphilosophie Munch — В., 1934
- Die Schichten der Personlichkeit Lpz., 1938
- Mensch und Geschichte В., 1944
- Probleme der Kulturanthropologie Bonn, 1948
- Philosophische Anthropologie Bonn, 1964
- Zur Genealogie des menschlichen Bewusstseins Bonn, 1966